# 庭園綬草
庭園綬草（学名：Spiranthes parksii）是蘭科綬草屬植物，是美国得克萨斯州的特有种，目前处於濒危状态。此物种最初是於1945年被首次发现，并在1950年被Donovan Stewart Correll在其著书《Native Orchids of North America North of Mexico》中首次描述。庭園綬草在1982年5月被美国鱼类及野生动物保护局（United States Fish and Wildlife Service）列入濒危物种，其数量的减少主要是因为人类入侵和其他人类活动造成其栖息地丧失。

## 特征
庭園綬草的茎细长，多年生，株高20－38厘米。叶修长，质薄，大多基生，当花蕾长出时一般会脱落。花瓣为圆形或卵形，纯白色，螺旋状盘绕茎，每枚花长约6毫米。苞片先端明显为白色，位於花的下方。花瓣中央有绿色条纹，唇瓣明显的凹凸不平。

## 生活环境
庭園綬草生长於得克萨斯中东部布拉索斯河及那瓦苏打河（Navasota River）流域的溪流边的森林和大草原上。1982年当此物种被列入濒危物种时，德克薩斯州布拉索斯縣的庭園綬草只剩下2个种群。自那时起，生物学家已确认在巴斯特罗普县、伯利森县、费耶特县、弗里斯通县、格赖姆斯县、杰斯帕县、莱昂县、麦迪逊县、米拉姆县、罗伯森县和华盛顿县有此物种。